# Porto Ercole
Porto Ercole (IPA: [pòrto èrkole]) è una frazione di 2 676 abitanti del comune italiano sparso di Monte Argentario, nella provincia di Grosseto, in Toscana.
Posto nella Maremma Grossetana e parte della Costa d'Argento all'estremità meridionale della Toscana, ha una grande tradizione marinaresca. La località, nota per la sua vocazione turistica, è centro di rilevanza internazionale per la vela e la nautica da diporto. Con Porto Santo Stefano, costituisce uno dei due abitati maggiori che formano il comune.

## Geografia fisica
La località si trova sul lato orientale del Promontorio dell'Argentario, a poco più di 40 km a sud-est di Grosseto, a circa 7 km a sud-ovest di Orbetello e circa 12 km da Porto Santo Stefano.

## Storia

### Epoca antica

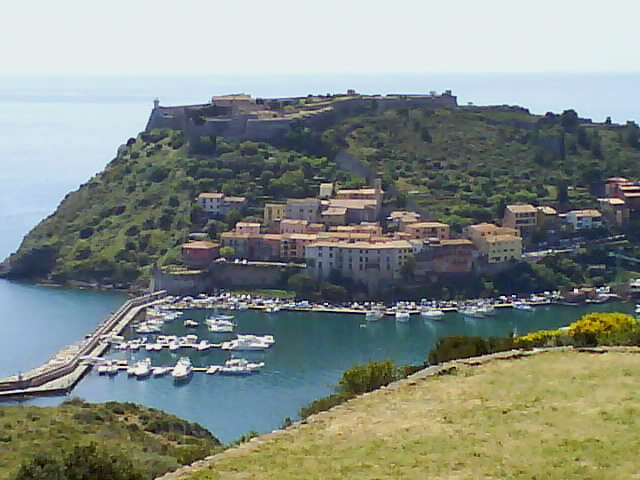
Il Borgo Vecchio

La storia di Porto Ercole ha inizio già in epoca etrusca, come testimoniato dai numerosi reperti trovati nelle zone limitrofe. In seguito, il piccolo centro etrusco fu conquistato dai Romani e trasformato in porto (una colonna di quell'epoca è stata ritrovata nel porto). Portu Herculis è menzionato nell'Itinerarium Maritimum, tra i porti e gli approdi del tragitto marittimo che da Roma conduceva in Provenza.. Si ipotizza che il bastione di Santa Barbara sia stato un faro in epoca bizantina.
Si hanno notizie di Porto Ercole anche in età medievale: infatti è citato nella donazione (falsa) di Carlo Magno all'abbazia delle tre fontane di Roma. Nell'anno 1296 Margherita Aldobrandeschi, contessa di Sovana, fece erigere una torre quadrata chiamata Torre di Terra, il primo nucleo di quella che sarà la Rocca di Porto Ercole. Nel '300 il territorio fu ereditato dagli Orsini, i quali ampliarono e fortificarono la Torre. Nello stesso periodo sorse il primo nucleo della futura chiesa di Sant'Erasmo, identificabile nel coro della chiesa.

### Epoca moderna
Nel XV secolo il porto fu comprato dalla potente Repubblica di Siena, che consolidò il preesistente edificio medievale, innalzò le mura che cingono il borgo (importante traccia è il portale gotico sormontato da un campanile) e costruì alcune delle torri costiere che ancora persistono sulla costa argentarina. Con Siena Porto Ercole fiorì.

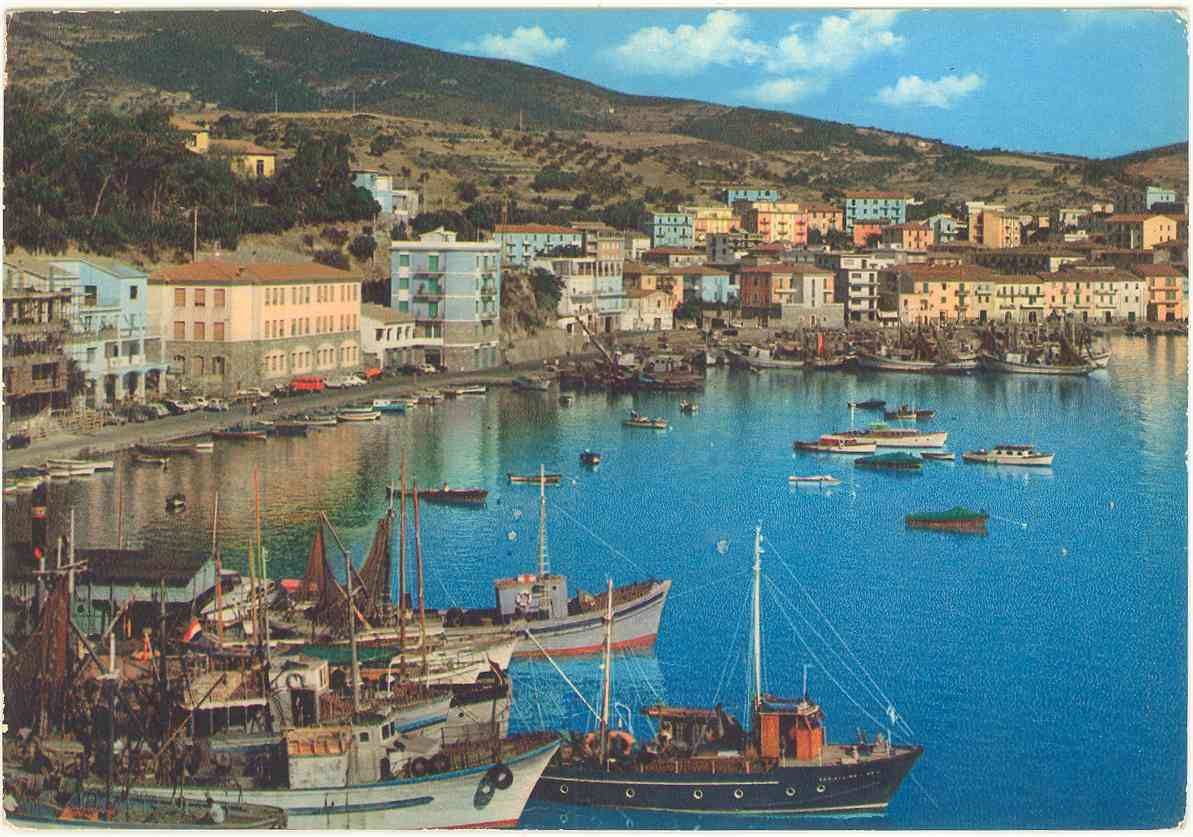
Porto Ercole nel 1964

Con le pretese sull'Italia di Francia e Spagna, Porto Ercole si trovò nel bel mezzo della contesa. Infatti, con l'alleanza di Firenze con la Spagna e di Siena con la Francia, a Porto Ercole si svolse un'importante battaglia, ovvero "la Presa di Porto Ercole", raffigurata dal Vasari nella Sala dei Cinquecento a palazzo Vecchio. Poco prima della battaglia il paese fu munito da Piero Strozzi di altre otto fortificazioni, oltre a quella già esistente: forte della Galera, forte di Santa Barbara, forte Sant'Elmo, forte Stronco, forte Guasparrino, forte dell'Avvoltoio, forte Sant'Ippolito e forte Ercoletto, situato sul vicino Isolotto. Di queste fortificazioni non rimane alcuna traccia, solo la Rocca sopravvisse.
Con la disfatta di Siena e della Francia, il Porto fu annesso al nuovo Stato dei Reali Presidi di Spagna, costituito dalla Pace di Cateau-Cambrésis. La Spagna si occupò della fortificazione del porto, ampliando la Rocca Senese e costruendo altri tre forti: Forte Filippo, Forte Stella e Forte Santa Caterina.
Con il buon governo spagnolo, Porto Ercole conobbe il massimo splendore e divenne un porto a livello europeo. 

#### Morte di Caravaggio
Secondo la tesi ufficiale, opposta a molte altre ipotesi (come quella della morte a Palo laziale di Ladispoli o a Civitavecchia), si spense qui il celebre pittore Michelangelo Merisi detto il Caravaggio, il 18 luglio 1610. Proveniente da Napoli via mare con una feluca, secondo alcuni documenti storici, sarebbe approdato, già moribondo, sulle spiagge della Feniglia, dunque ricoverato dietro l'antica chiesa di Sant'Erasmo, ove era ubicato, all'epoca, un piccolo sanatorio dedicato a Maria Ausiliatrice e gestito dalla Confraternita di Santa Croce (oggi non più esistente). I suoi resti furono quindi immediatamente seppelliti nel vecchio cimitero di San Sebastiano, laddove sorge il centro del borgo nuovo, in Via Nuova angolo via Caravaggio. Durante alcuni scavi del 1956 infatti, furono qui rinvenute alcune ossa, tra le quali quelle presunte del noto pittore. Dunque, nel 2002 fu qui eretto un piccolo monumento evocativo, con la cappa, la spada, l'inferriata della prigione, la croce di Malta, mentre nel 2010, in occasione del quadricentenario della morte, poco distante, fu eretto (non senza polemiche), anche un piccolo sarcofago a cielo aperto contenente cinque delle presunte ossa dell'artista
.

## Monumenti e luoghi d'interesse

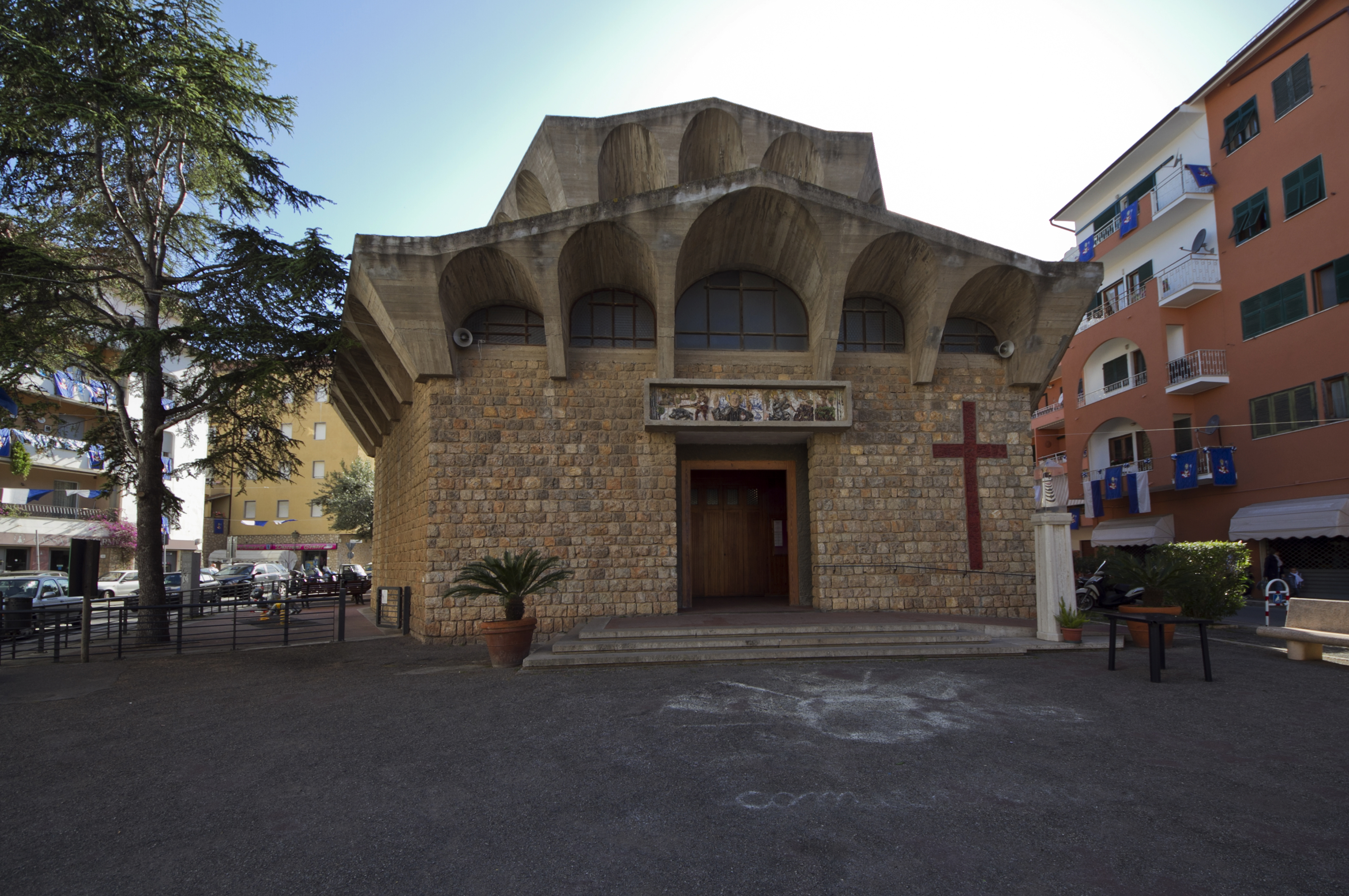
Chiesa di San Paolo della Croce

### Architetture religiose
Chiesa di Sant'Erasmo
Situata nel borgo antico, è uno dei luoghi di culto cattolici più antichi di Porto Ercole, era la chiesa in cui trovavano sepoltura i governanti spagnoli.  Secondo l'ipotesi ufficiale, fu qui ricoverato, già in fin di vita, il pittore Michelangelo Merisi, detto Caravaggio, il 18 luglio 1610, trovato moribondo sulla spiaggia della Feniglia
Chiesa di San Rocco
Si trova lungo la strada all'ingresso dell'abitato, ai piedi della collina sulla quale sorge Forte Filippo. Fu costruita su un antichissimo eremo e restaurata nel Settecento da Don Antonio Perez come attestato dalla lapide sopra l'entrata.
Chiesa di San Paolo della Croce
Sita nella parte più recente dell'abitato, nasce nel 1986 dall'unione della Parrocchia di S. Erasmo, che comprendeva l'antico abitato di Porto Ercole, e quella di San Paolo della Croce che comprendeva il rione delle Grotte e le zone di recente costruzione. La chiesa di San Paolo della Croce venne aperta al pubblico nel 1966, si tratta di un edificio moderno, composto da due cappelle a volta di circa 500 m² progettato da Mario Luzzetti.

### Architetture civili

Palazzo dei Governanti
Costruito nella prima metà del Cinquecento come luogo di residenza dei governanti spagnoli dello Stato dei Presidi, che aveva come capitale la vicina Orbetello. L'originario complesso si presentava più ampio, a causa dei danneggiamenti apportati nella parte posteriore durante la seconda guerra mondiale.
Residenze moderne
- Villa Italiesin, costruita a Poggio Pertuso nel 1960 su progetto di Christian Norberg-Schulz.[12][13]
- Villa Valdroni, costruita a Poggio Pertuso tra il 1968 e il 1970 su progetto di Oreste Martelli Castaldi.[14]
- Villa Rebecchini, in località Casacce, realizzata su progetto dell'architetto Julio Lafuente nel 1977.[15]

### Architetture militari

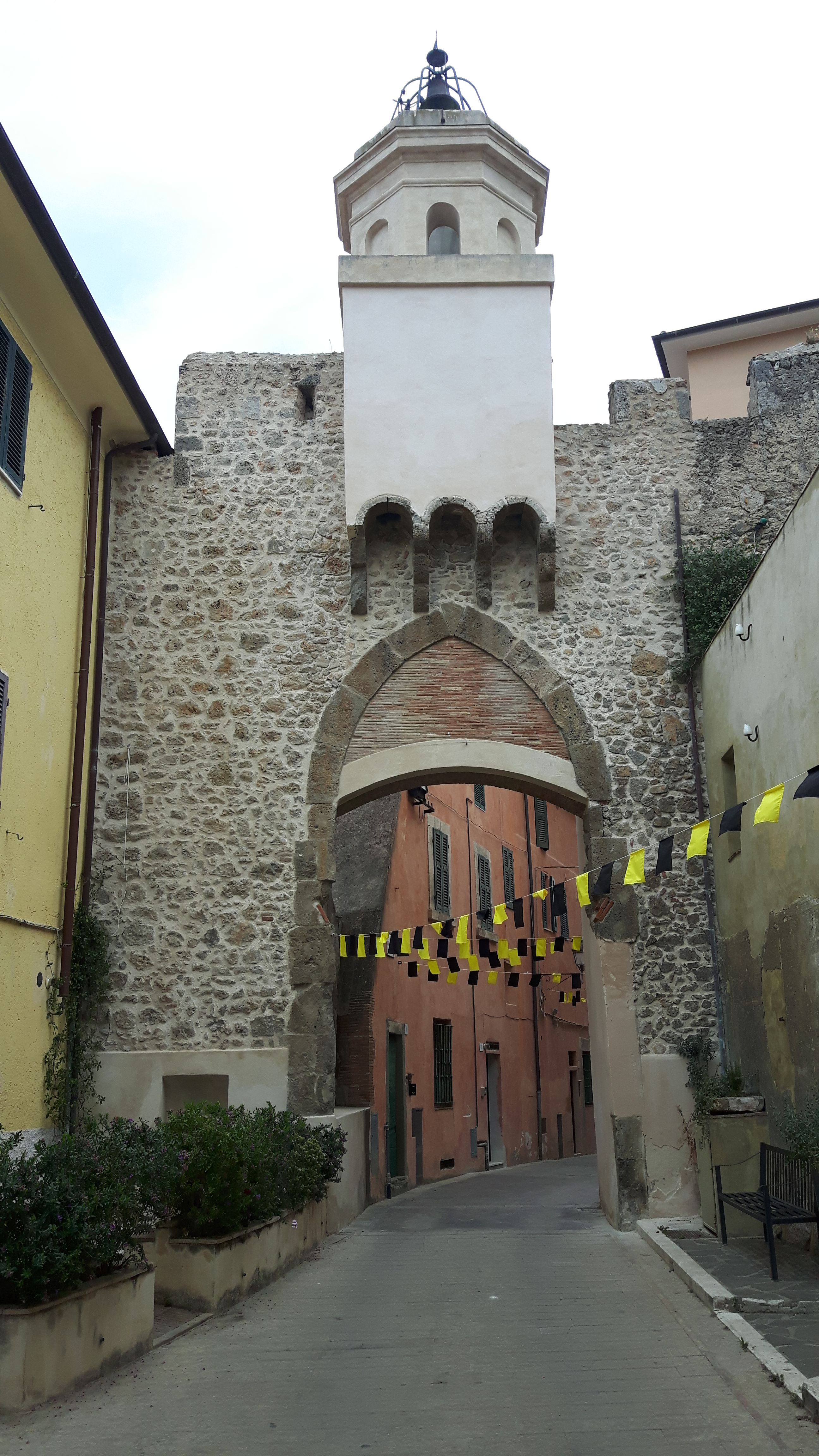
Mura di Porto Ercole, Porta Senese

- Mura di Porto Ercole, costituivano il sistema difensivo della località, con la Porta Senese ad arco Gotico che si apre sul lato orientale consentendo l'accesso al borgo. Sono rafforzate dal Bastione di Santa Barbara e dalla sovrastante Rocca aldobrandesca.
- Forte Stella
- Rocca aldobrandesca
- Forte Filippo
- Forte Santa Caterina
- Torre del Mulinaccio
- Torre dell'Acqua
- Faro di Porto Ercole

### Altro
- Monumento ai Caduti della Grande Guerra e ai dispersi in mare, è un insieme di elementi lapidei che culmina in alto con la statua di un soldato in marmo bianco. Sul fronte del monumento si trovano le lastre commemorative con i nomi dei Caduti e Dispersi in terra e per mare[16].
- Monumento a Caravaggio,[17] posto all'entrata del paese, è stato realizzato nel 2002 dall'architetto Giuseppe La Fauci, uno degli autori del ritrovamento dei resti ossei dell'artista nella località.[18]

### Aree naturali
Orto Botanico Corsini
Detto originariamente Parco di Acclimatazione della Casa Bianca, conosciuto anche come Giardino Ricasoli, fondato nel 1868 da Vincenzo Ricasoli. Costituisce uno dei primi giardini di acclimatazione in Italia, il primo in Toscana. Si trova su un ripido pendio con terrazzamenti nei pressi della Casa Bianca appartenente al Marchese Alessandro Corsini. Ospita una collezione di 1300 esemplari appartenenti a 150 specie provenienti in gran parte da Medio Oriente, Asia e America. Già otto anni dopo il suo impianto, erano state messe a dimora 536 specie e nel 1886 si contavano oltre 1 800 esemplari. Era un tempo meta di studiosi di tutto il mondo per la varietà della sua collezione, in modo particolare per due Nannorrhops ritchiana, un tipo di palma originaria dell'Afghanistan che, caso unico in Italia e forse in Europa, fruttificano regolarmente.

## Società

### Evoluzione demografica

Panorama dal porto

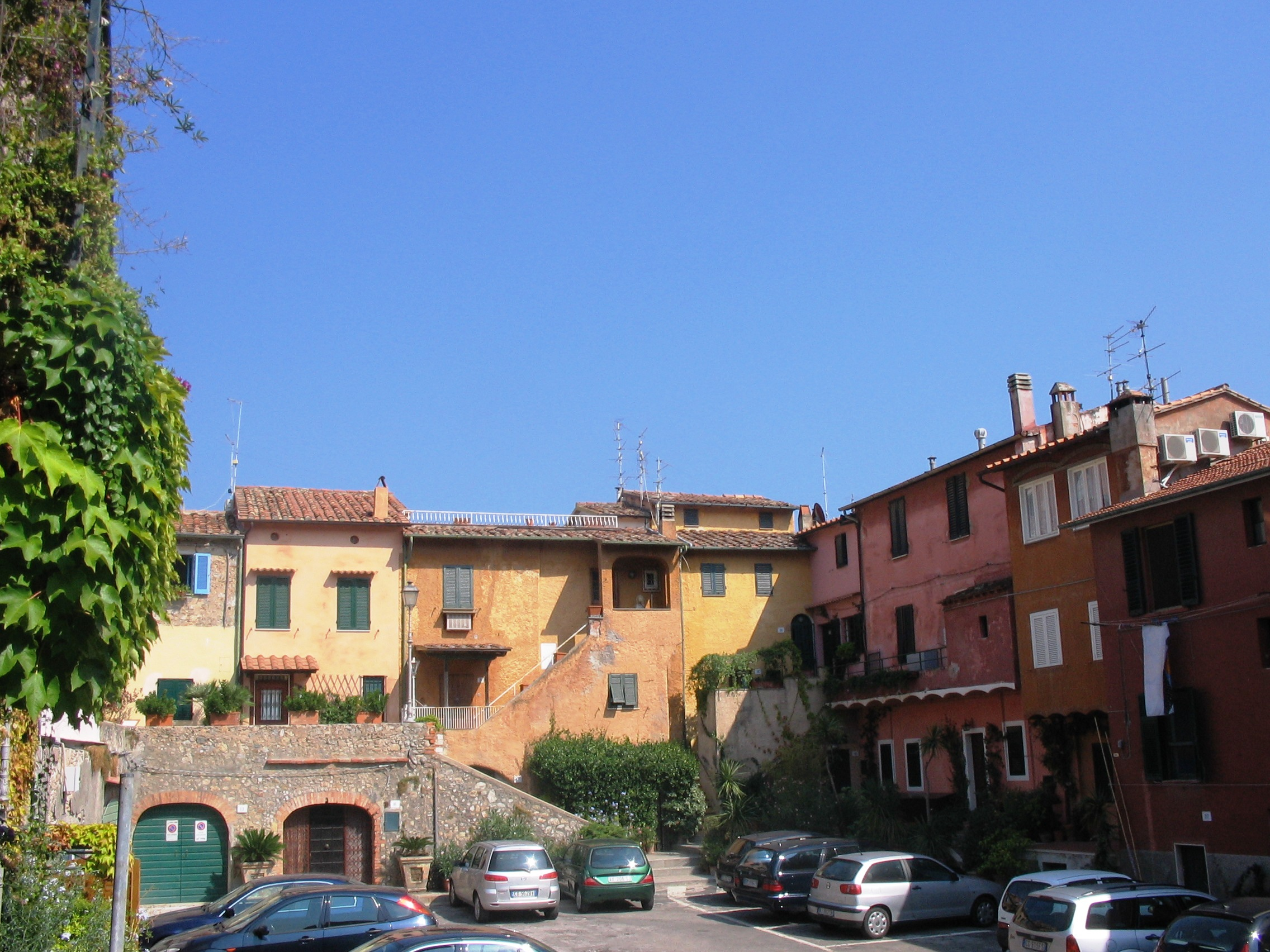
Piazza Indipendenza

Quella che segue è l'evoluzione demografica di Porto Ercole.
| Anno | Abitanti |
| ---- | -------- |
| 1818 | 370      |
| 1833 | 391      |
| 1840 | 491      |
| 1845 | 508      |
| 1921 | 2 001    |
| 1931 | 2 246    |
| 1961 | 2 799    |
| 1981 | 3 480    |
| 2001 | 2 810    |
| 2011 | 2 676    |

### Lingue e dialetti

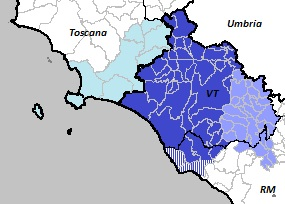
Mappa dei dialetti della Tuscia, facenti parte del gruppo dei dialetti italiani mediani.

Il dialetto parlato a Porto Ercole appartiene al sottogruppo occidentale dei dialetti della Tuscia, facenti parte del gruppo dei dialetti italiani mediani. Nella pronuncia delle parole si tende ad allungare la vocale tonica, vengono troncate le desinenze verbali del modo infinito (es: devo andà a mangià, vado a giocà), come nel dialetto romano. Alcuni termini e modi di dire sono comuni al dialetto toscano, parlato sia nell'entroterra che lungo la costa, ma la maggioranza dei cittadini residenti a Monte Argentario figura tra i più ancorati alla tradizione vernacolare.

### Tradizioni e folclore
In giugno, in occasione dei festeggiamenti della festa patronale di sant’Erasmo, si svolge una processione notturna di imbarcazioni pavesate. La manifestazione prevede, dal 1978, lo svolgimento di un palio remiero nel porto vecchio, detto delle Quattro Fortezze, dal nome delle fortezze spagnole che circondano il paese: Forte Filippo, la Rocca, Forte Santa Caterina, Forte Stella.

## Cultura

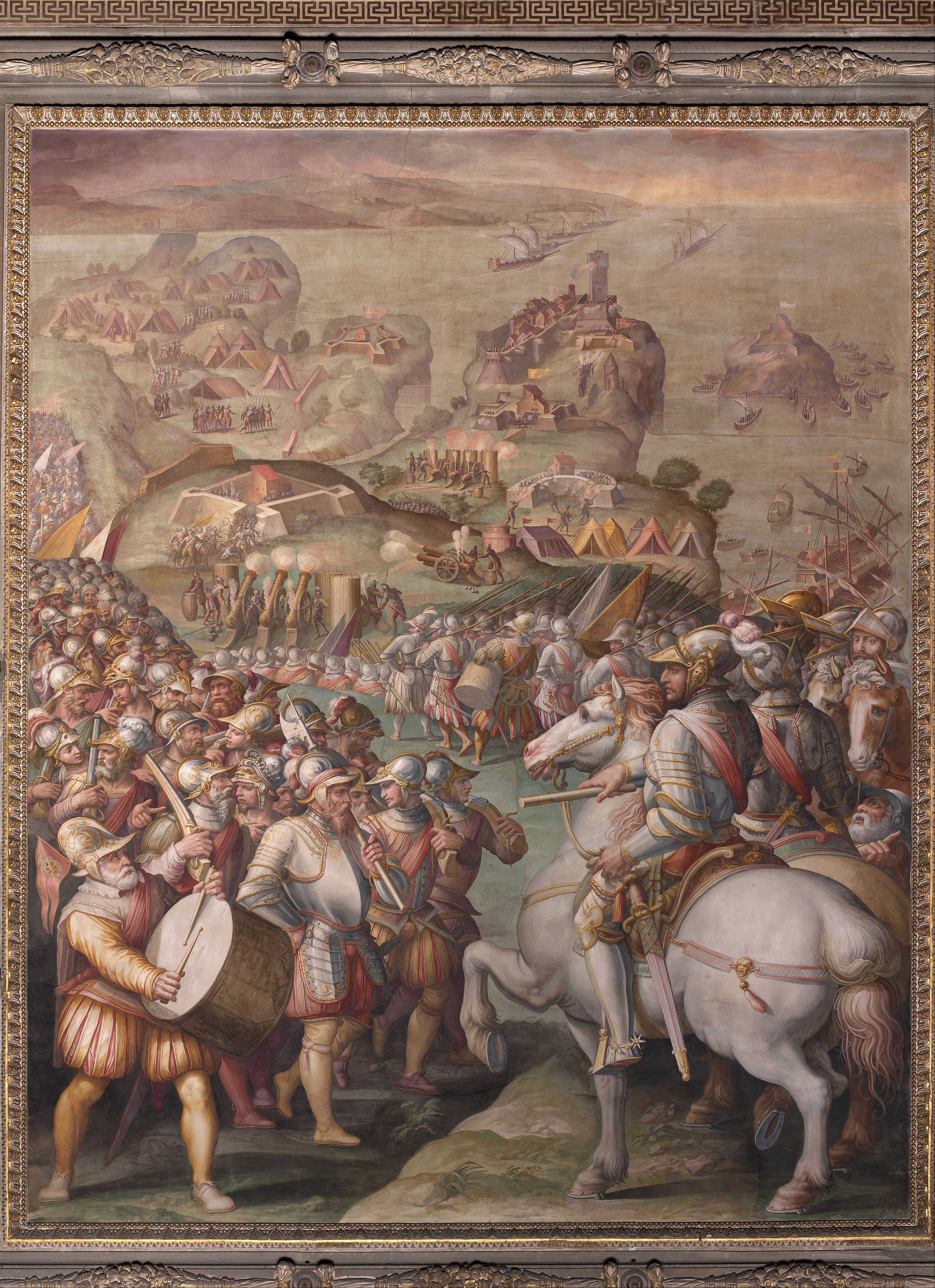
La Presa di Porto Ercole, Giorgio Vasari, 1563-1565, Firenze, Palazzo della Signoria, Salone dei Cinquecento

### Biblioteche
A Porto Ercole è presente una biblioteca comunale aperta nel 1982 che conta circa 4 500 volumi.

### Concorsi letterari
Nel 2006 e 2007, hanno avuto luogo a Porto Ercole la prima e la seconda edizione del premio letterario Ripdico (Scrittori della Giustizia), che si svolge ogni anno in una località diversa, organizzato del Centro Studi di Diritto Fallimentare e Societario di Roma, e dalla Rivista Parlata del Diritto Concorsuale, enti a finalità di diffusione della cultura giuridica. Il premio è riservato ad opere di narrativa, teatro, poesia e saggistica che riguardino in tutto o in parte temi attinenti alla Giustizia, o ambientati nel mondo della Giustizia, o che comunque offrano spunti di riflessione su questa.

### Eventi
Dal 2002 al 2015 si è svolto C.I.M.A. Concerti in Monte Argentario, un Festival Internazionale di musica classica nato in collaborazione con il comune di Monte Argentario con lo scopo di promuovere giovani artisti e musicisti. Era presieduto da Jorge Chaminé e dalla principessa Christina dei Paesi Bassi.

### Media

#### Radio
A Porto Ercole, nel passato hanno avuto sede alcune radio libere a diffusione locale: Radio Monte Argentario e Radio Maremma Argentario.

### Cinema

Velieri in porto per le riprese del film La Venere dei pirati nel 1960.

Porto Ercole è stato luogo di riprese cinematografiche in molteplici produzioni italiane e internazionali. La località compare in numerose pellicole, sia come luogo prevalente, che identificata come altro luogo d'Italia o del mondo. Tra i film più rilevanti, si ricordano: La mina del 1958, di Giuseppe Bennati, ambientato in paese; Camille 2000 del 1969 di Radley Metzger, con Nino Castelnuovo e Eleonora Rossi Drago, trasposizione della Signora delle camelie in età di liberazione sessuale; Mi faccio la barca del 1980, commedia all'italiana di Sergio Corbucci.
Le spiagge e le scogliere della zona, sono state utilizzate nel 1954 per l'Ulisse di Mario Camerini con Silvana Mangano e Kirk Douglas e nel 1960 e 1961 dal regista Mario Costa per i suoi film di avventura La Venere dei pirati e Gordon, il pirata nero.
Gli anni settanta vedono Porto Ercole location di tantissimi set cinematografici, come: Un posto ideale per uccidere del 1971 di Umberto Lenzi, Farfallon del 1974 di Riccardo Pazzaglia, con Franco Franchi e Ciccio Ingrassia,  Il padrone e l'operaio del 1975 di Steno e Dove vai in vacanza? episodio Sarò tutta per te del 1978, di Mauro Bolognini. Nel film drammatico L'ultima neve di primavera del 1973 di Raimondo Del Balzo, Porto Ercole è la località dove i protagonisti trascorrono le vacanze al mare.
Alberto Sordi negli anni ottanta utilizza gli scenari del luogo per girare parte del film e il finale di In viaggio con papà del 1982, con Carlo Verdone, e Tutti dentro del 1984, dove la costa azzurra viene rappresentata dalla costa dello Sbarcatello, di fronte all'isolotto di Porto Ercole. Sempre di fronte all'Isolotto sono state girate diverse scene de Il talento di Mr. Ripley del 1999 di Anthony Minghella.
Nel 2009 Porto Ercole compare in Questione di cuore, film di Francesca Archibugi con Antonio Albanese e Kim Rossi Stuart. Nel 2014 vengono girate a Porto Ercole, alcune scene della commedia all'italiana Sapore di te di Carlo Vanzina e parte del film Fratelli unici di Alessio Maria Federici, con Raul Bova, con la partecipazione di molte comparse locali. Nel 2018 Porto Ercole appare nel film Contromano, diretto e interpretato da Antonio Albanese.

### Cucina
Tra i prodotti agroalimentari tradizionali di Porto Ercole si ricordano:
- Caldaro dell'Argentario, tipica zuppa di pesce povero.
- Fiche maschie secche, non si trovano in commercio, si tratta di un prodotto artigianale destinato totalmente all'autoconsumo, inserito nella lista dei prodotti agroalimentari tradizionali italiani. Le fiche maschie a stocchetto, vengono tese per un giorno o due a bordo dei pescherecci per l'essiccazione e poi vengono consumate. Per il rilancio della tipicità legata a questo prodotto dal 1993 si tiene a Porto Ercole la sagra della fica maschia[38].
- Palamita, prodotto di origine antica, destinato all'autoconsumo, deriva dalla conservazione sottolio dei filetti di palamita e fa parte dei prodotti agroalimentari tradizionali italiani. All'Argentario se ne producono circa 100 kg all'anno.[38]
- Il Riminese di Porto Ercole, era un antico vino prodotto fino agli anni 1900. Conosciuto fin dal XVIII secolo è stato decantato da numerosi agronomi dell'epoca per l'ottima qualità[39], tra cui Pietro Cuppari, che lo descrive nel Giornale Agrario Toscano, nella sua Escursione agraria al Monte Argentario del 1854[40].

## Economia

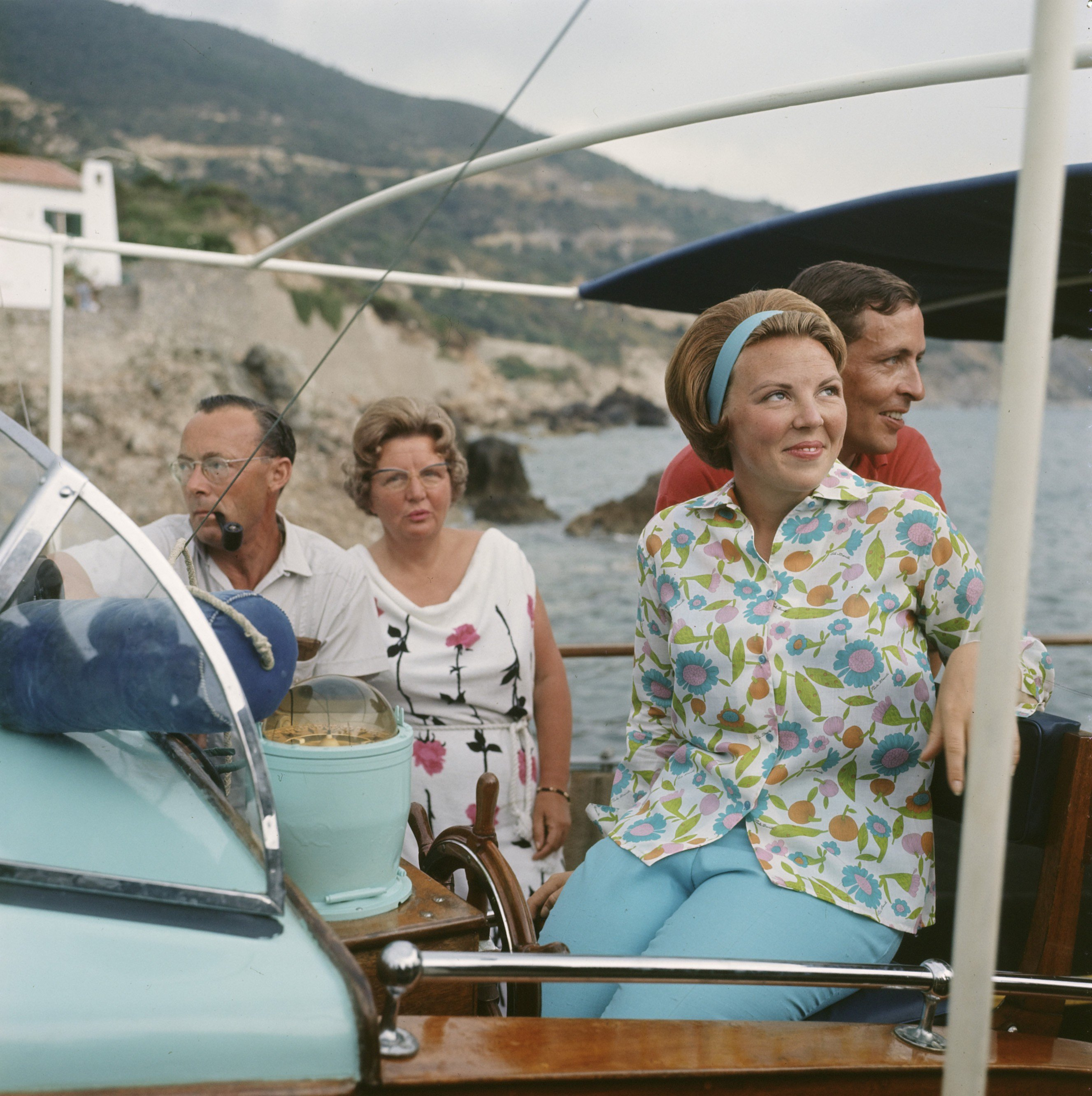
I Reali dei Paesi Bassi: la regina Giuliana, il principe Bernardo, la principessa Beatrice e il principe Claus in vacanza a Porto Ercole

### Turismo
L'economia si basa essenzialmente sulle attività turistiche. Il blasone della località fu alimentato dalla famiglia reale dei Paesi Bassi che fece dell'Argentario la propria dimora estiva per più di 40 anni. Questa presenza ha fatto sì che il luogo, nel periodo estivo, fosse frequentato da gran parte del jet set di allora.
Porto Ercole è centro di rilevanza internazionale per la vela, è molto sviluppato il turismo subacqueo con numerosi centri immersioni attivi. Dal 2016 è porto di scalo ufficiale della compagnia di navigazione statunitense Oceania Cruises
La località si fregia della Bandiera Blu, riconoscimento conferito dalla FEE alle migliori località costiere europee e della bandiera verde per le spiagge migliori per i bambini. Dal 2014 fa parte dell'associazione i borghi più belli d'Italia.

### Pesca, artigianato e industria manifatturiera

1966, donne al lavoro nell'ex stabilimento Cirio.

La pesca, era un tempo l'attività principale e notevole fonte di sostentamento delle popolazioni del luogo. A Porto Ercole è presente una consistente flotta peschereccia, composta da imbarcazioni che esercitano la piccola pesca e lo strascico costiero. Negli anni sessanta del XX secolo, era attivo uno stabilimento conserviero della Cirio per la produzione di tonno e sardine in scatola. L'ex fabbrica ormai abbandonata da decenni sarà trasformata in albergo extra lusso.
Di una certa importanza è l'attività dei cantieri navali e dei maestri d’ascia, attivi nella costruzione e riparazione di imbarcazioni da diporto.

## Infrastrutture e trasporti

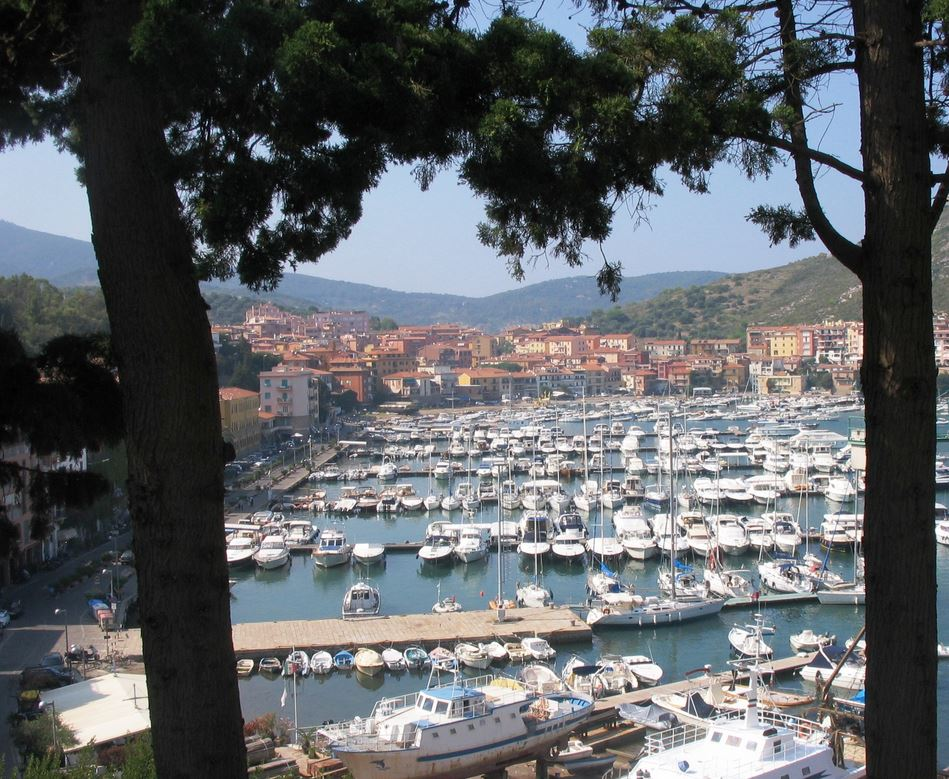
Panorama del Porto Vecchio

### Strade
Le principali direttrici stradali di Porto Ercole sono:
- Strada Provinciale 2 di Porto Ercole
- Strada Provinciale Panoramica 66 di Porto Ercole

### Ferrovie
Dopo la chiusura della ferrovia Orbetello-Porto Santo Stefano, avvenuta nel 1944, la località è servita dalla stazione di Orbetello-Monte Argentario, posta sulla linea Tirrenica e servita da treni regionali Trenitalia svolti nell'ambito del contratto di servizio stipulato con la Regione Toscana.

### Porti
- Porto Vecchio, originariamente di pescatori, in seguito divenuto prevalentemente ormeggio turistico.
- Porto di Cala Galera, moderno approdo turistico, tra i principali della costa tirrenica toscana.

### Mobilità urbana
I trasporti urbani di Porto Ercole sono gestiti da Tiemme, i collegamenti interurbani vengono svolti con servizi regolari di autobus operati dalla società Autolinee Toscane.

## Sport
Vela
Porto Ercole vanta numerose scuole di vela, dedite all'organizzazione di ogni tipo di competizione. Il Circolo Nautico e della Vela Argentario con sede a Cala Galera, oltre a numerose competizioni di livello internazionale, organizza il più antico campionato di vela d'altura d'Italia; il Campionato Invernale dell'Argentario.
Calcio
La società di calcio A.S.D. Porto Ercole, disputa campionati dilettantistici regionali.

### Impianti sportivi
A Porto Ercole si trovano: un campo sportivo di calcio, campi da tennis e un impianto sportivo polivalente in località Molini.